# Língua nhúngue
A língua nhúngue ou niúngue (em nhúngue, cinyungwe ou nyungwe) é um idioma banta falado por mais que 400 mil pessoas em Moçambique, principalmente na margem sul do rio Zambeze, na província de Tete, desde a fronteira com a Zâmbia até Doa no distrito de Mutarara.

## Classificação
Segundo o Ethnologue, o nhúngue é classificada como: Niger-Congo, Atlantic-Congo, Volta-Congo, Benue-Congo, Bantoid, Southern, Narrow Bantu, Central, N, Senga-Sena (N.40), Sena.

## Reconhecimento oficial
Embora o português seja a única língua oficial em Moçambique, o nhúngue é uma das línguas reconhecidas como "línguas nacionais".

## Alfabeto e fonologia
O nhúngue utiliza o alfabeto latim, com a excepção da letra Q. A língua não tem tonalidade léxica ou morfológica.

### Vogais
- a- amuna (homens), ata (ata)
- e- meri (mel da melancia)
- i- miti (árvores)
- o- moto (fogo)
- u- ufa (farinha)

### Consoantes
Estas letras têm o mesmo som que em português:
- f- faiti (punho)
- l- lezi (lámina), livu (livro)
- m- malumi (vespas), maulo (à tarde)
- n- nolo (pedra para afiar), nanazi (ananás)
- p- pepa (papel, folha, jornal)
- r- iro (esse)
- t- tatu (três)
- v- anivula (ele corre a grande velocidade)
- z- zolo (rato de focinho comprido)

Estas letras são usadas pouco em português mas são comuns em nhúngue:
- k- katiyo (pintainho), koko (coco)
- w- wala (espécie de mapira branca), waya (arame)
- y- yaso (aço), papaya (papaia)

Estas combinações de letras representam sons em nhúngue:
- ng'- ng'oma (tambor)
- bh- bhuleke (travão)
- dh- dhuku (lenço da cabeça)
- zv- kuzvenga (dar voltas)
- sv- masvesve (formigas)
- bz- kubzina (dançar, jogar)
- ps- kupsaira (varrer)
- ph- phoso (rato)
- th- therere (quiabo), thika (hiena)
- kh- khaka (pepino)
- pw- pweteka (ferir)
- bw- bwazi (rede de pesca), bwino (bom)
- tw- twako (teu)
- dw- dwidwi (cameleão)
- kw- kwene-kwene (muito), kweru (cedo da tarde)
- gw- gwala (caminho de animais), kugwata (dividir, partir)
- mw- mwala (pedra), mwana (criança)
- sw- kusweka (partir-se)
- dy- kudya (comer)
- ny- nyasa (gazela)
- mb- mbalame (pássaro)
- mph- mphaka (gato)
- nd- ndimu (limão)
- nth- nthaka (herança)
- ng- ngoma (antílope gigante, goma)
- nkh- nkhono (caracol)
- nj- njinga (bicicleta), njiri (javali)
- nch- nchenche (mosca)
- bv- bvembe (melancia)
- pf- pfuwa (três pedras da lareira), pfupa (osso)
- dz- dzai (ovo), dzino (dente)
- ts- tsimbe (brasa, carvão), tsoka (má sorte)
- mbv- mbvula (chuva), mbvuu (hipopótamo)
- mpf- mpfuti (espingarda), mpfuzo (comida do gado, pasto)
- ndz- ndzayo (pegada), ndzimbe (cana-de-açucar)
- nts- ntsomba (peixe), ntsato (jibóia)

Estas letras existem em português, mas representam sons diferentes em nhúngue:
- c- cisu (faca) nunca como casa ou centro
- ch- kuchola (partir) nunca como chuva
- h- haci (cavalo) nunca como horta
- j- jeke (boneco), gereja (igreja) como janela só quando a palavra vem do Português
- b- baba (pai) não como bebé
- d- dimba (horta) não como dono
- g- gombe (beira-rio), girazi (vidro, óculos) como em gato, nunca como gente
- s- sulo (coelho), diso (olho) como o som em sempre, nunca como em José
- x- xamwali (amigo), xitima (máquina a vapor) como o som em caixa, nunca como em táxi

## Gramática
Sendo uma língua bantu, o nhúngue conta com um sistema complexo de concordância morfológica em que o substantivo determina a forma do verbo. Um breve exemplo  pode servir para ilustrar a complexidade deste sistema.
| nhúngue         | Português              |
| --------------- | ---------------------- |
| munthu adakhala | a pessoa está sentada. |
| mbwaya idakhala | o cão está sentado.    |

Além de prefixos nos verbos, a concordância pode afetar muitas outras palavras. No exemplo a seguir, todos os prefixos em negrito são determinados pela concordância com o substantivo mbuzi (cabra)
| nhúngue                                | Português                              |
| -------------------------------------- | -------------------------------------- |
| Mbuzi yomwe udagulisa ire, ikana moyo? | A cabra que vendeste, ainda está viva? |

### Morfologia

#### Substantivos
Em nhúngue, há 17 classes nominais.
Tabela: Os Substantivos em nhúngue 
| Clase | Prefixo | Exemplo  | Português     |
| ----- | ------- | -------- | ------------- |
| 1     | mu-     | munthu   | pessoa        |
| 2     | wa-     | wanthu   | pessoas       |
| 3     | mu-     | mulambe  | embondeiro    |
| 4     | mi-     | mirambe  | embondeiros   |
| 5     | li-     | diso     | olho          |
| 6     | ma-     | maso     | olhos         |
| 7     | ci-     | cinthu   | coisa         |
| 8     | bzi-    | bzinthu  | coisas        |
| 9     | -       | nyumba   | casa          |
| 10    | -       | nyumba   | casas         |
| 12    | tu-     | tumikulo | pequenos rios |
| 13    | ka-     | kamkulo  | pequeno rio   |
| 14    | u-      | ufa      | farinha       |
| 15    | ku-     | kubonera | sofrer        |
| 16    | pa-     | pamwala  | na pedra      |
| 17    | ku-     | kudambo  | ao deserto    |
| 18    | mu-     | munyumba | na casa       |

#### Verbos
O verbo em nhúngue tipicamente consta de seis partes:
1. prefixo do sujeito
2. marcação do tempo
3. prefixo do objecto
4. raiz verbal
5. extensões verbais
6. vogal final

Assim, o verbo "wandicholera" na frase "Wandicholera mwendo wa nkhuku" (Partiu-me a perna de galinha) mostra a seguinte morfologia.

Tabela: Morfologia dum verbo em nhúngue 
| Sujeito | Tempo | Objecto | Raiz   | Extensão | Vogal final |
| ------- | ----- | ------- | ------ | -------- | ----------- |
| w-      | a-    | ndi-    | chol   | -er      | -a          |
| 3S      | PAS1  | 1S      | partir | CAUS     | INDIC       |

## Sintaxe
O nhúngue normalmente mostra uma sintaxe de SVO.

## História
"Nyungwe" como nome próprio refere a cidade de Tete, na província de Tete, Moçambique. Assim, a língua nhúngue é a língua falada em Tete. E o grupo étnico chama-se "Manyungwe" 
David Livingstone chegou pela primeira vez em Tete em 1856. No capítulo 31 do seu livro "Missionary Travels and Researches in South Africa," ele menciona muitos nomes de pessoas, localidades, plantas medicinais na língua local.
A próxima fonte de vocabulário nhúngue é o trabalho de Padre Victor José Courtois compilado em dois dicionários e uma gramática nos anos 1899 e 1900.
Em tempos modernos, a obra Elementos da Língua Nyungwe de Manuel dos Anjos Martins foi de grande importância. Publicado em 1991, o dicionário/gramática é a fonte mais extensiva de vocabulário que existe. Em 1997, a Sociedade Internacional de Linguística (SIL Moçambique) iniciou vários projectos de desenvolvimento da língua nhúngue, inclusive livros de alfabetização, e compilações de contos tradicionais.
Uma tradução da Bíblia feita por uma associação local e patrocinada pelo The Seed Company continua até hoje.(em inglês)